# 京都市中央卸売市場第一市場

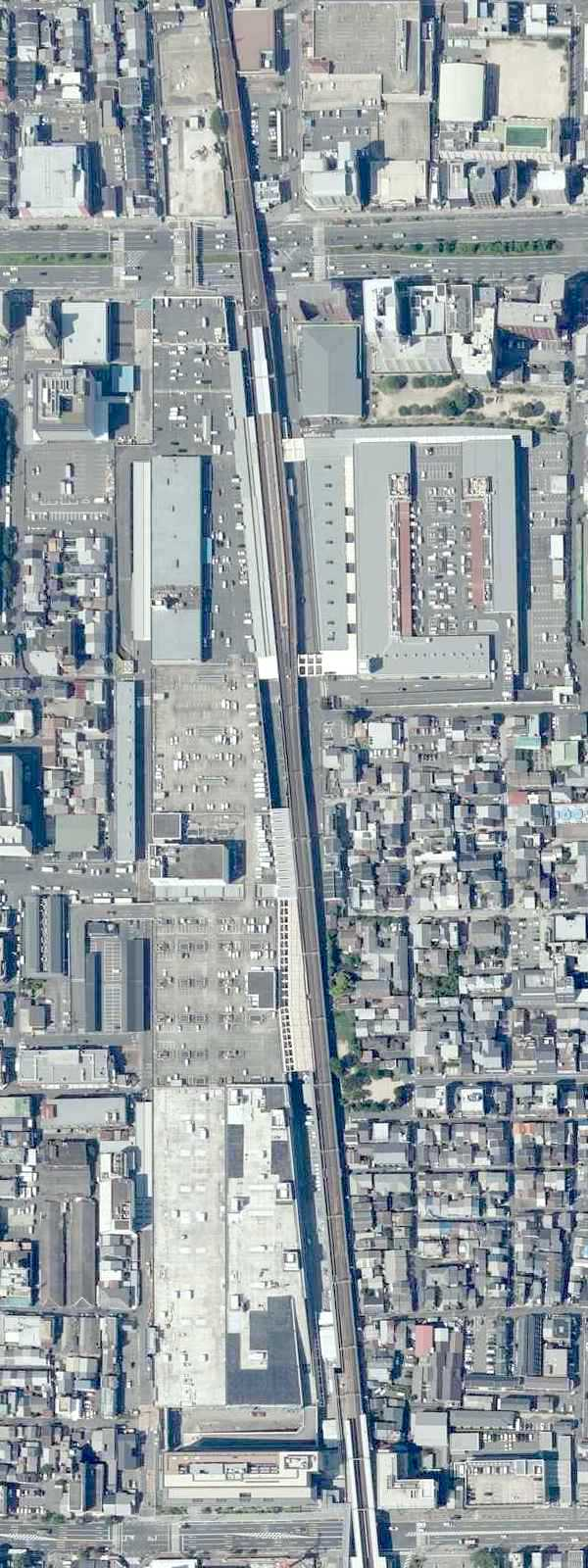
航空写真（2020年）

京都市中央卸売市場第一市場（きょうとしちゅうおうおろしうりしじょうだいいちしじょう）は、京都府京都市下京区朱雀分木町にある日本で最初に開設された中央卸売市場。敷地面積は147,192 m2（14.7 ha）である。愛称は京朱雀市場。

## 歴史
京都市中央卸売市場の開設は、中央卸売市場法が1923年（大正12年）に公布されたのを受けて、1925年（大正14年）6月2日に開設許可、1927年（昭和2年）12月11日に開設。日本で最初の中央市場として開設された。市中の青果・水産市場をまとめた物である（錦市場や魚の棚等）。
戦時中には統制のため仲買制度は一度廃止されたが、戦後に復活する。その後、昭和30年代の中央卸売市場法の改正や1971年（昭和46年）の卸売市場法を経て現在に至る。

### 施設の建て替えについて
2012年、近隣の梅小路公園に京都水族館が開設されたのに合わせ、すし市場を開設した。
2014年、「京都市中央卸売市場第一市場施設整備構想」が策定。施設のコンパクト化、高層化を進めることが決定。
2015年より、「京都市中央市場施設整備基本計画」により、老朽化の進む青果棟を始めとした施設の建替・改修の計画が進められた。その後、建替工事のため、水産棟・塩干棟及び市場事務所の建物は解体された。厚生会館及び附属店舗である銭湯も解体された。
2021年9月、新水産棟Ⅰ期エリアが供用開始。それに伴い、七条通側に隣接するホテルエミオンより中央市場への直通通路が完成。また、鮮魚は廃業多数につき、新番号を付与されたうえで先に改修工事が完了した七条通側の場所にて営業している。
2023年3月、新水産棟Ⅱ期エリアが供用開始。同年4月、見学エリアが供用開始。
2025年、新青果棟Ⅰエリアが竣工予定。
2027年、新青果Ⅱエリアが竣工予定。

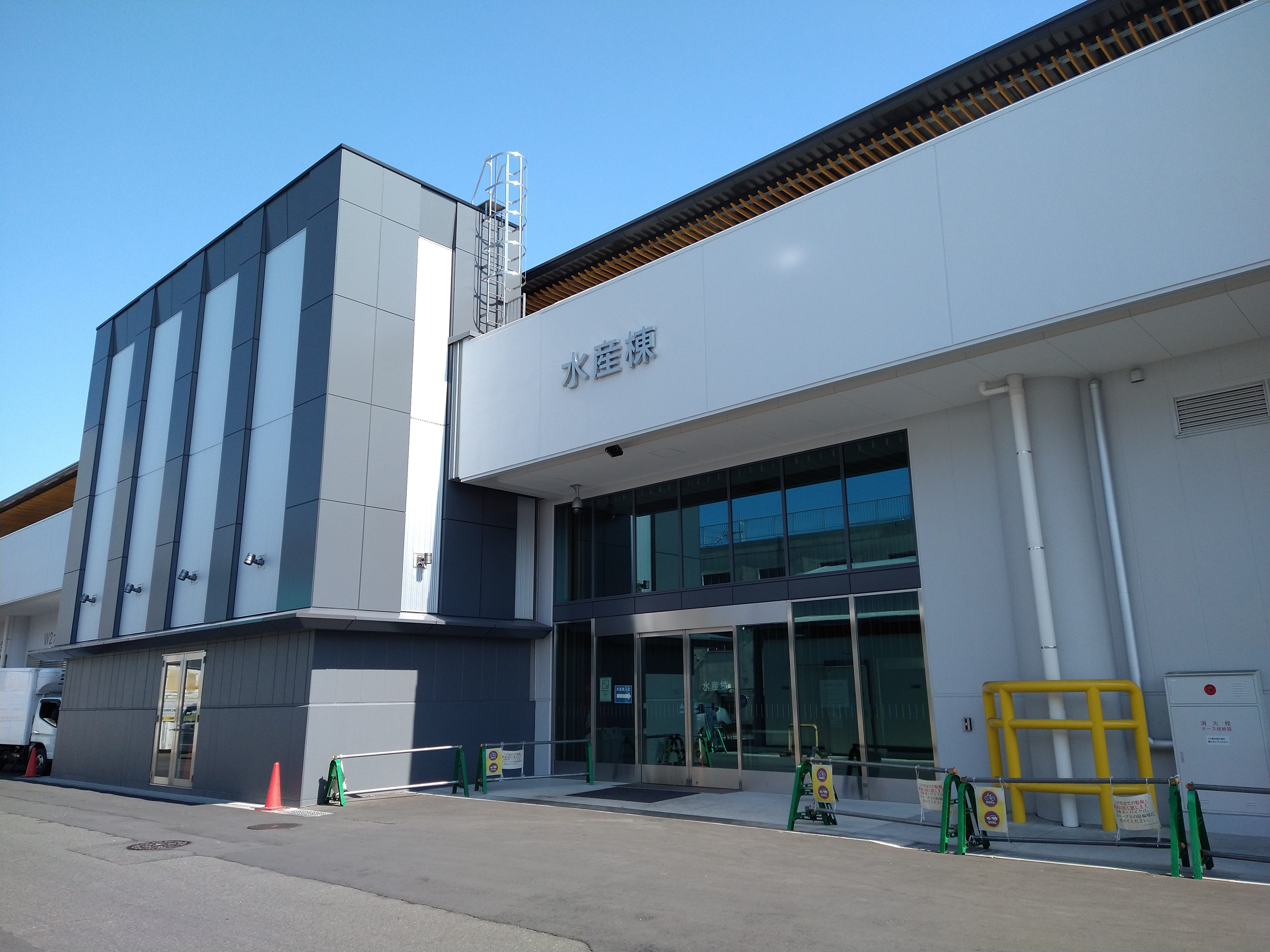
エミオンより北にある水産棟（2022年2月）

## 取扱商品
この市場は鮮魚・塩干・青果などを中心に食料品全般を扱う総合食品卸売市場となっており、冬はアマダイ（ぐじ）、夏はハモや京野菜など小売業者や料亭の求めに応じ多種多様な食材を卸している。

## せり
水産品のせりは午前5時20分から、農産品のせりは午前6時からと午前9時45分から、うち近郷野菜に限って午前11時から行われる。

## 備考

### 賑わいゾーン
施設再整備により解体された水産事務所棟の跡地などは、2015年に京都市の策定した京都駅西部エリア活性化将来構想に基づき、賑わいゾーンとして活用されている。
賑わいゾーンの活用は60年の定期借地とするPPP方式が用いられ、事業者にはスターツコーポレーションが公募により選定された。2020年、1階と2階を食と職をテーマとした店舗、3階から8階をホテルエミオン京都（206室）とする複合施設が開業した。

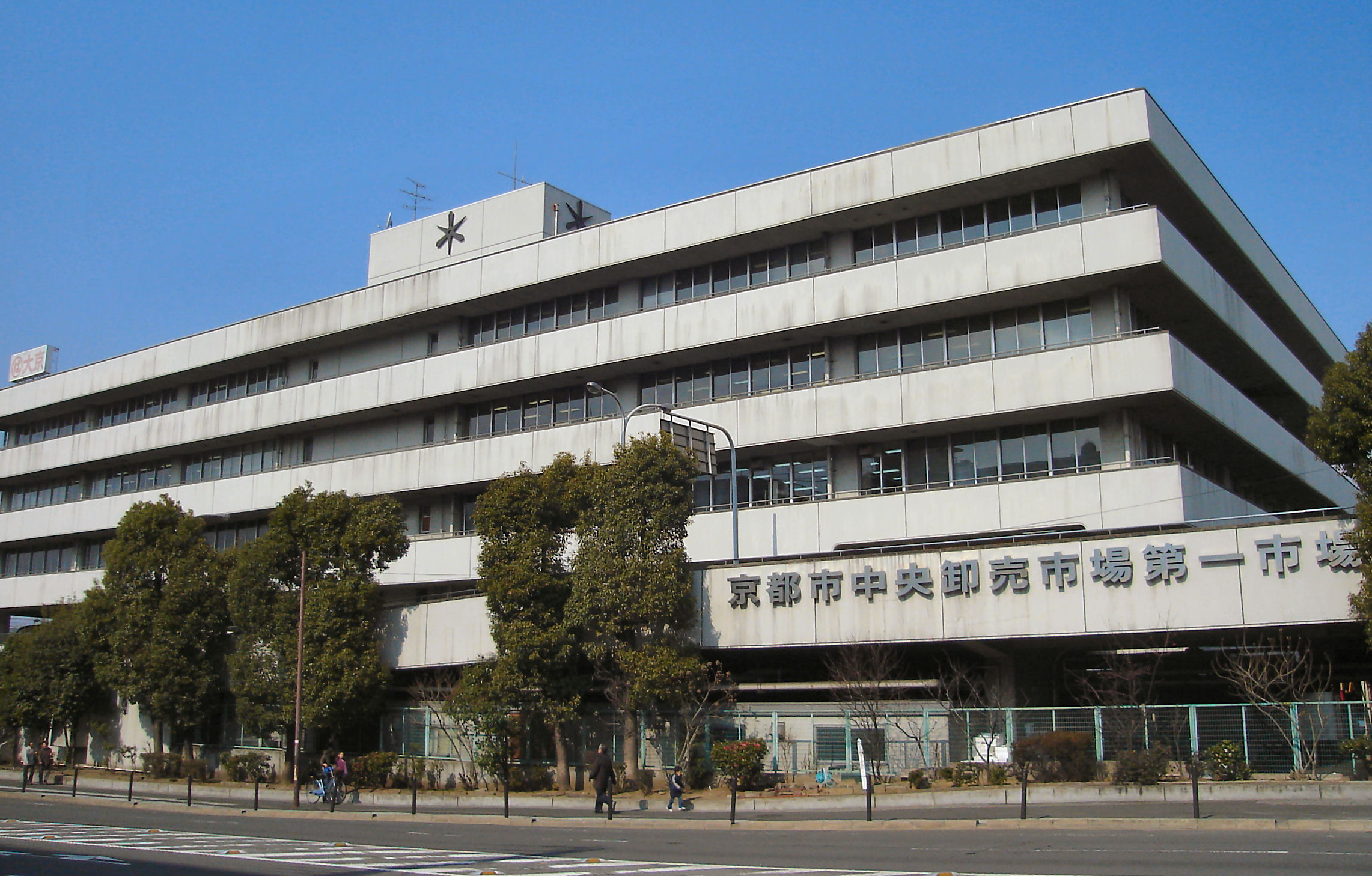
七条通より水産事務所棟（2007年）

### 京都中央信用金庫との関係
京都中央信用金庫（通称：中信）は元々中央市場の信用組合が発祥であった。そのため、市場で働く人には中信に口座があることが多い。現在は本店を移転し、市場は支店となった。

## 交通
- 鉄道
  - 西日本旅客鉄道（JR西日本） 山陰本線（嵯峨野線） 丹波口駅（北側）または梅小路京都西駅（南側）からすぐ。
- 道路
  - 北は五条通（国道9号）、南は七条通に面している。